# Newsteadia guadalcanalia
Newsteadia guadalcanalia är en insektsart som beskrevs av Morrison 1952. Newsteadia guadalcanalia ingår i släktet Newsteadia och familjen vaxsköldlöss. Inga underarter finns listade i Catalogue of Life.